# Jesús Martín-Barbero
Jesús Martín-Barbero (Cardeñosa, Ávila; 3 de octubre de 1937- Cali, 12 de junio de 2021) fue un teórico de la comunicación de origen español que vivió en Colombia desde 1963 hasta su muerte. Su obra más conocida es De los medios a las mediaciones (1987).

## Biografía
Jesús Martín Barbero nació en Cardeñosa, comunidad española cercana a Ávila, el 3 de octubre de 1937. Es el menor de una familia de seis hijos. Su nacimiento ocurrió apenas un año después del inicio de la guerra civil española.
Los padres de Jesús, Domingo Martín y Filomena Barbero, estudiaron hasta la primaria, lo cual era común en la España de aquellos años. Administraban un almacén de alimentos y habían emigrado a Cardeñosa con la intención de huir de los bombardeos del lugar donde residían previamente, Las Navas del Marqués. A esta comunidad, la familia regresará en 1939 al finalizar la Guerra Civil. En el contexto del nuevo régimen, se estableció un Estado confesional en el que la Iglesia católica recibía una subvención estatal, aboliéndose el divorcio y el matrimonio civil. Al respecto, Jesús Martín-Barbero diría en una entrevista: 

Mis padres eran bastante a-políticos respecto de los partidos, estaban muy radicalizados tanto los de derechas como los de izquierdas. Claro que como profundos creyentes ciertas bestialidades de los comunistas quemando iglesias, sacando los crucifijos de las escuelas y matando curas y monjas, los hicieron "políticamente correctos" o sea de derechas, pero así en plural sin "creer" en ningún partido, solamente en ciertas personas que eran muy representativas de eso, de las derechas. Lo más curioso es que a medida que pasaban los años e iban teniendo un poquito más de información acerca de los horrores de un lado y
otro, especialmente a través de los madrileños que veraneaban en mi pueblo -ya que muchos eran republicanos y muy "buena gente"- pues ser de "derechas" fue ampliando su horizonte de comprensión y ya cabía hasta un republicano como mi amigo poeta, José García Nieto.

La experiencia de la Guerra Civil marcó la vida familiar e intelectual de Martín-Barbero, pues pudo ver y escuchar relatos de los dos bandos, y encontrar lucidez y perversidad en unos y otros. Esto lo hizo desconfiar de los discursos unívocos, dualistas o con pretensiones universales.

### Fallecimiento
Martín-Barbero falleció el 12 de junio de 2021, como consecuencia de complicaciones derivadas de la COVID-19.

## Estudios
Doctor en Filosofía, con estudios de antropología y semiología, era un experto en cultura y medios de comunicación que produjo importantes síntesis teóricas en Latinoamérica. En 1975 fundó la Escuela de Comunicación Social de la Universidad del Valle, de la que fue director durante 8 años y de la que se jubiló en 1996. Durante el periodo 2000-2002 fue profesor-investigador del Departamento de Estudios Socioculturales del ITESO (2000-2002) Guadalajara, México.  
Aparte de ejercer docencia en Colombia y México, fue profesor visitante de las universidades Complutense de Madrid, Autónoma de Barcelona, Stanford, Libre de Berlín, King's College de Londres, Puerto Rico, Buenos Aires, São Paulo, Lima, entre otras.   
Su análisis de la cultura como mediaciones, el estudio de la globalización desde la semiología, la relación de los medios con sus públicos, y en especial la maneras como esto los interpretan, que estudió específicamente para el caso de las telenovelas en Latinoamérica, son algunos de sus aportes. Fue una de las figuras centrales de la intelectualidad crítica contemporánea del continente junto a autores como Néstor García Canclini, Ángel Rama, Carlos Monsiváis, Tomás Moulián o Beatriz Sarlo.
Su obra más relevante es De los medios a las mediaciones en la que mira el otro lado del proceso de la comunicación llamado recepción, conformado por las resistencias y las variadas formas de apropiación de los contenidos de los medios. La comunicación se hace así cuestión de cultura, que exige mirar los mass media en un contexto más amplio, teniendo en cuenta las distintas redes que se configuran y los procesos que allí tienen lugar.  
Recalcó diferencias entre lo masivo y lo popular, dando paso a nuevas lecturas sobre este último concepto en la posmodernidad. De ahí se desprende una renovada crítica a la función de las élites en el aspecto cultural; de esta manera se vuelve a retomar la distinción de la tríada habermasiana entre modernización, modernismo y modernidad para explicar el ethos latinoamericano.

## Mediaciones comunicativas de la cultura
En uno de sus estudios Martín-Barbero llegó al concepto de mediaciones, que serían los lugares en que la cultura se concreta, cambiando la forma en que los receptores absorben el mensaje de los medios. Para él, las mediaciones son más que la "intencionalidad comunicativa"; ellas apuntan las posibilidades interpretativas con las que el receptor lee cuando se apropia de los discursos de los medios.
Martín-Barbero entiende que los medios deben tomarse en el contexto de las mediaciones, como parte integrante y determinante, ya que los mensajes transmitidos por los medios se transforman cuando los receptores se apropian de ellos. Debido a las diferentes mediaciones experimentadas por los receptores, diversificados serán los sentidos que los mensajes van a ganar. A medida que ganan nuevos significados, se desdoblan en nuevas prácticas y en nuevas acciones. De esta forma, Martín-Barbero y otros autores latinoamericanos apuestan la posibilidad de reelaboración de los discursos de los medios por parte de las personas que componen la sociedad, lo que desmitifica el poder omnipresente de los medios, siendo necesario invertir en las posibilidades de acción -y no sólo en la reacción- de los receptores y en la construcción de un saber colectivo.
Él divide esas mediaciones en cuatro ejes: tecnicidad, institucionalidad, socialidad y ritualidad.

### Tecnicidad
Sería el aspecto textual, narrativo o discursivo de los medios que funciona como organizador perceptivo. Para Martín, la cultura interesa cuando ella es mediada por la técnica: "Si quiere medios de comunicación, óptimo, desde que la gente perciba que ellos no son sólo tecnología; la cultura de masa, óptima, siempre que la gente perciba que es en la intersección con la técnica que eso interesa, técnica de comunicación. Una de las dimensiones de la tecnicidad instaurada por los medios es la marcación temporal del ritmo de las actividades prosaicas de lo cotidiano —algo parecido a la teoría de la agenda setting— y de la percepción del tiempo como flujo simultáneo e instantáneo, en que los medios, con su programación, que se va a definir una rutina en la vida del receptor, donde toma el desayuno a la hora del periódico y va a dormir sólo después de ver la telenovela.

### Institucionalidad
Los medios utilizados para producir discursos que atienden intereses privados. No sólo son aparatos, sino también instituciones de peso económico, político y cultural.

### Socialidad
Serían los lazos y relaciones cotidianas que sirven de base para otras formas de interacción y comunicación. Las mediaciones se aplican a la comunicación no mediatizada, como es el caso de la comunicación interpersonal, en que predomina el lenguaje verbal; o más precisamente, oral. En este sentido, se abre un enorme abanico para los estudios de comunicación, que pasa por el gesto, por la vestimenta y toda la gama de manifestaciones sígnicas, producidas y percibidas por los diferentes sentidos del ser humano, o incluso del ser humano con otros seres animados e inanimados.

### Ritualidad
Se refiere a las diferentes interpretaciones, lecturas y usos de los medios de comunicación. Se refiere a la cotidianidad familiar, la temporalidad social, la competencia cultural, los diferentes usos sociales de los medios y los diferentes trayectos de lectura. Estos últimos están estrechamente asociados a la calidad de la educación, a los saberes constituidos en memoria étnica, de clase o de género, y a las costumbres familiares de convivencia con la cultura letrada, la oral o la audiovisual. La ritualidad permite pensar el modelado de los modos que imprimimos al vivir lo cotidiano. Esta ritualidad, a la que todos nos sometemos y ayudamos a crear, está vinculada al triunfo de la presentación sobre la significación de modo que la simbolización del espacio (el lugar), la importancia inmediata de él en nuestras vidas, es atravesada por la fantasía de la presentación. La marca de ese ritual mediado por los signos es la aceleración porque los signos están al servicio del consumo. Los rituales cotidianos organizados con base en el uso de los medios técnicos comunicacionales contribuyen también a definir las identidades del receptor, definiciones (móviles y transitorias) de sí mismo y de pertenencia colectiva. Se refiere a la naturaleza técnica, que permite el caso de que ritualidad nuevos formatos industriales.

## Mediación y mediatización
Dentro del campo de la Comunicación, hay un debate en relación con la complejidad de los flujos comunicacionales en la actualidad. En este debate, los conceptos de mediación y mediatización son importantes, pues se relacionan con la circulación de esos flujos y las interacciones sociales que están involucradas en esos procesos.
Mientras que para algunos autores los conceptos de mediación y mediatización son divergentes, para otros, esos conceptos pueden ser vistos como complementarios. Los que defienden como divergentes argumentan que a las lógicas de los sistemas mediáticos se están superponiendo las lógicas de los otros sistemas (político, jurídico, etc.), modificando las propiedades de las prácticas de esos sistemas, resultando en un proceso unilateral de la mediatización. Ya autores como Martín-Barbero perciben una compatibilidad entre los conceptos.

## Distinciones
- Profesor Emérito por la Universidad del Valle (Colombia)
- Profesor Honorario de la Universidad de Lima (Perú)
- Profesor Honorario de la Universidad Nacional de La Plata (Argentina)
- Profesor Honorario de la Universidad Andina (Quito)
- Doctor honoris causa por la Universidad Nacional de Rosario (Argentina)
- Doctor honoris causa por la Universidad Javeriana de Bogotá (Colombia)
- Doctor honoris causa por la Universidad de Cuyo, Mendoza (Argentina)
- Doctor honoris causa por la Universidad de Antioquia (Colombia)
- Doctor honoris causa por la Universidad de Guadalajara (México)

Fue consultor de Política Cultural para la UNESCO, OEI y CAB (Convenio Andrés Bello) Miembro del Consejo Nacional de Ciencias Sociales de COLCIENCIAS (Colombia) Miembro del Consejo Nacional de Cultura, Área de Medios Civiles.

## Libros publicados
- 1978: Comunicación masiva: discurso y poder, Ciespal, Quito.
- 1979: Comunicación educativa y didáctica audiovisual, SENA, Cali.
- 1981: Introducción al análisis de contenido, Incisex, Madrid.
- 1987: De los medios a las mediaciones, Gustavo Gili, Barcelona.
- 1988: Procesos de comunicación y matrices de cultura,  Gustavo Gili, México.
- 1992: Televisión y melodrama, Tercer Mundo, Bogotá.
- 1995: Pre-textos: conversaciones sobre la comunicación y sus contextos, Univalle, Cali.
- 1998: (coautor) Mapas nocturnos. Diálogos con la obra de J. Martín-Barbero, Siglo del Hombre/DIUC, Bogotá.
- 1999: con Germán Rey, Los ejercicios del ver. Hegemonía audiovisual y ficción televisa, Gedisa, Barcelona.
- 2000: con Hermann Herlingahus, Contemporaneidad latinoamericana y análisis cultural, Iberoamericana/Vevuert, Madrid.
- 2001: Al sur de la modernidad. Comunicación, globalización y multiculturalidad. Instituto Internacional de Literatura Iberoamericana, University of Pittsburgh.
- 2002: Oficio de cartógrafo. Travesías latinoamericanas de la comunicación en la cultura, Fondo de Cultura Económica, Santiago de Chile.
- 2002: La educación desde la comunicación, Norma, Buenos Aires.
- 2003: (coautor) El espacio cultural latinoamericano. Bases para una política Cultural de integración,  Convenio Andrés Bello / Fondo de Cultura Económica, Santiago de Chile.
- 2011: Reguillo, R.; Monsiváis, C. & Martín Barbero, J. (eds.) El Laberinto, el conjuro y la ventana. Itinerarios para mirar la ciudad. Guadalajara: ITESO. ISBN 9685087288[9]
- 2018: La palabra y la acción. Por una dialéctica de la liberación. Editorial Pontificia Universidad Javeriana, Bogotá.
- 2018: Con Sarah Corona: Ver con los otros. Fondo de Cultura Económica, México.